# Poedit
Poedit ist ein freies, grafisches Werkzeug zur rechnergestützten Übersetzung von Dokumentationen und Programmoberflächen.
Es ist ein grafisches Frontend zu den Werkzeugen des GNU-gettext-Systems, dessen Übersetzungsdateien mit der Endung *.po namensgebend waren.
Es bietet Übersetzungsspeicher- und Projektverwaltungs-Funktionalität und ist ansonsten recht schlicht gehalten.
Un(fertig) übersetzte Textschnipsel werden hervorgehoben, Übersetzungskataloge können importiert und bekannte Übersetzungen aus dem Katalog automatisch übernommen werden.
Die Quelltexte der Open-Source-Version stehen unter der MIT-Lizenz auf GitHub zur Verfügung. Die Software läuft unter Unix-ähnlichen (Linux, macOS, …) und Windows-Systemen. Bei vielen populären Linux-Distributionen kann es direkt aus den Standard-Paketquellen installiert werden.
Für die Oberfläche wird die Klassenbibliothek wxWidgets verwendet. Für die Übersetzungsspeicher-Funktionalität wird die Berkeley DB verwendet.
Mit Version 1.1.1 wurde die Übersetzungsspeicher-Funktionalität eingeführt.
Ab Version 1.3.5 ist native Unterstützung für Mac-OS-X-Systeme enthalten.

## Poedit Pro
Ab Version 1.6.1 gibt es zusätzlich eine kostenpflichtige Pro-Version, mit der sich WordPress-Themes übersetzen lassen. Dem Programm wurde eine eigene, proprietäre Lizenz hinzugefügt und für den vollen Funktionsumfang muss ein Lizenzschlüssel erworben werden. Die Open-Source-Version unter der MIT-Lizenz wird nicht mehr als vorkompilierte Binärdatei zum Download angeboten.